# 吗哪

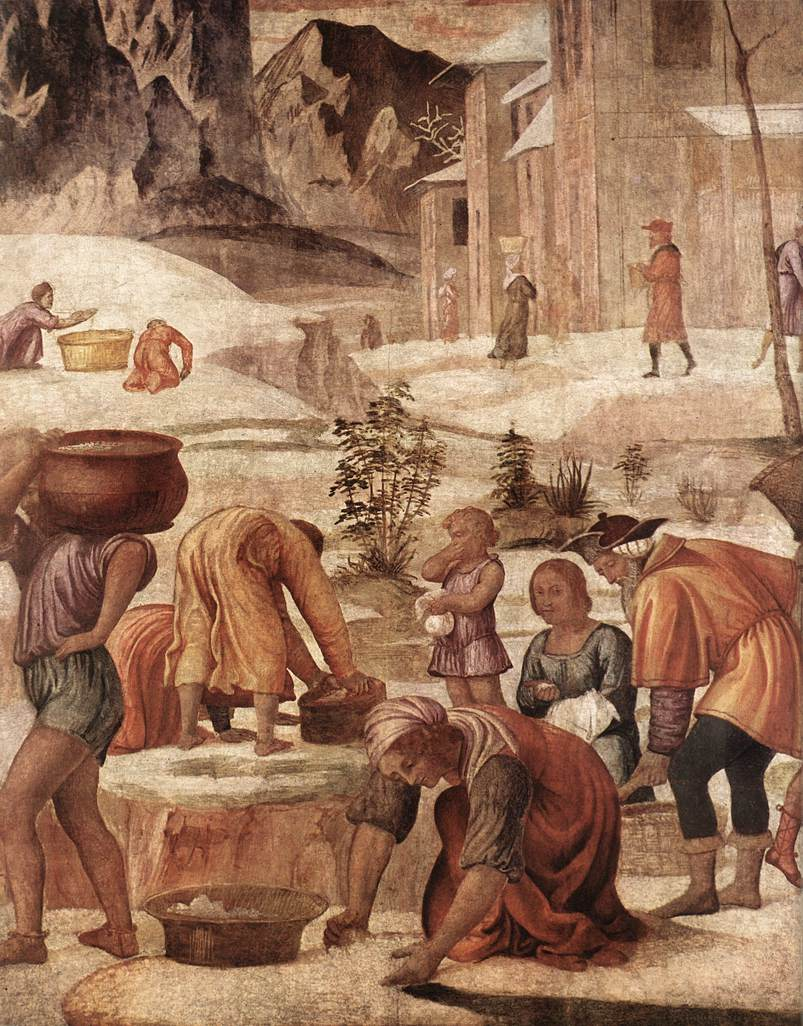
伯纳迪诺·卢伊尼绘制的《收集吗哪》

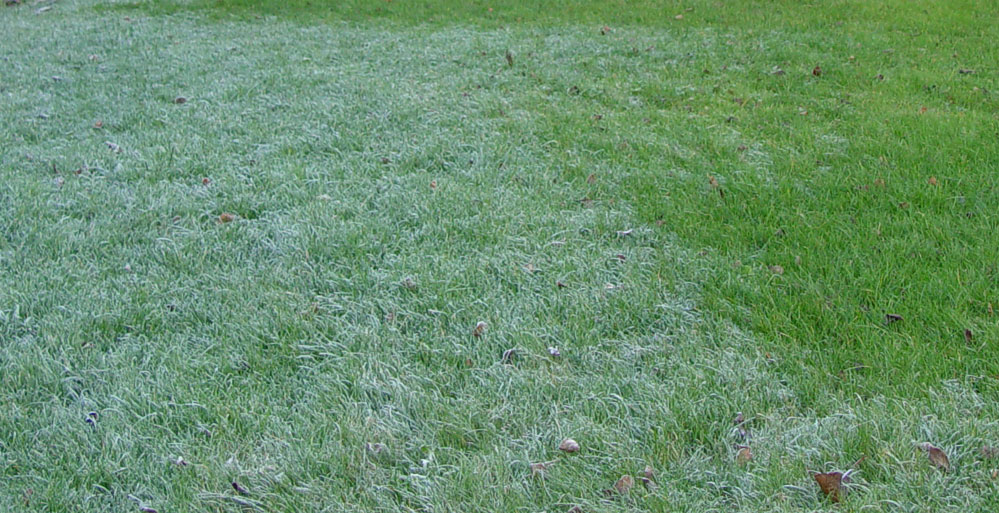
根據聖經記載，嗎哪是夾雜著晨露在野地四周出現的

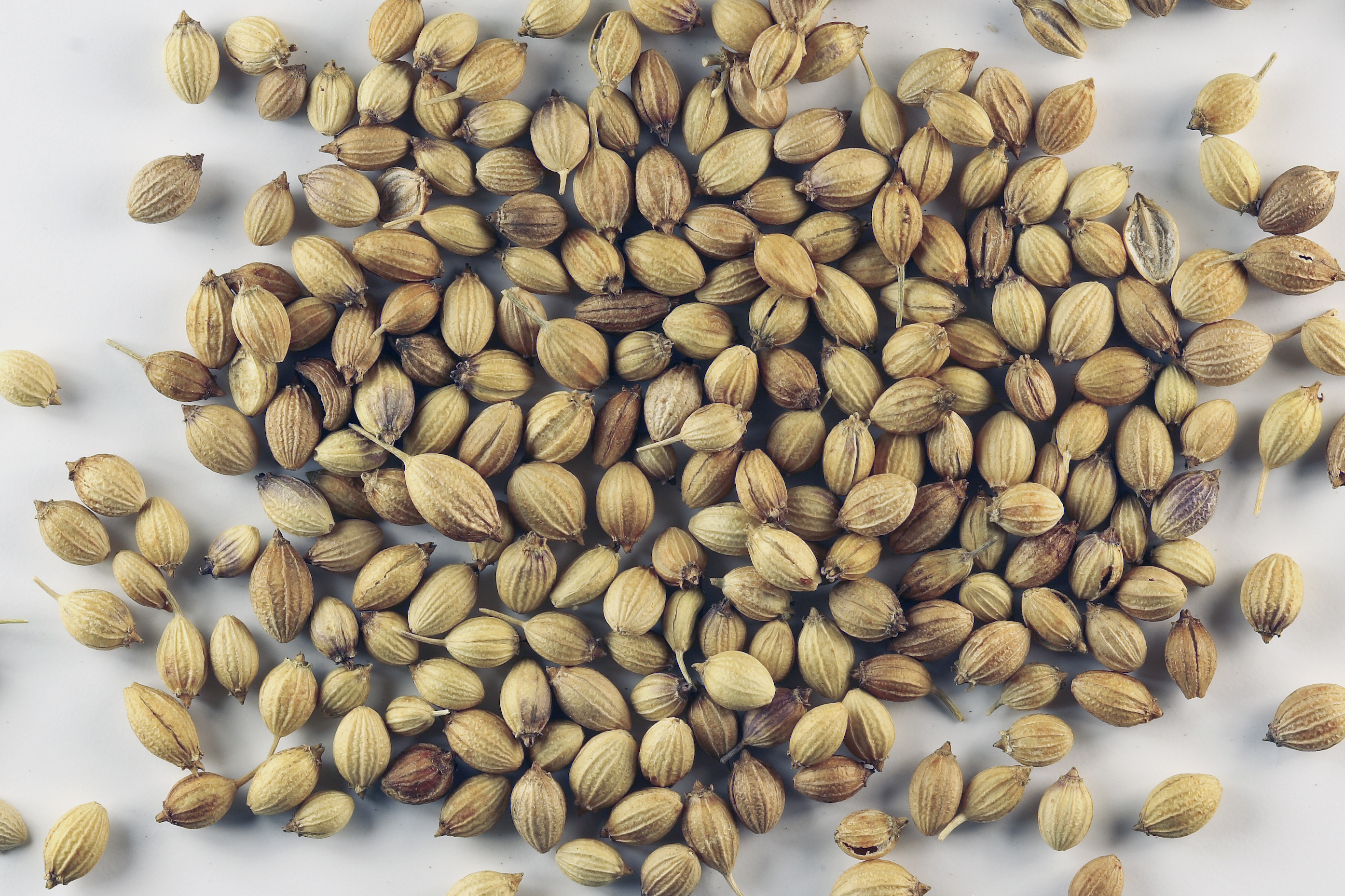
跟嗎哪很相似的芫荽種子

吗哪（希伯來語：מן），天主教思高本译作玛纳，根據聖經和古蘭經，是古代以色列人出埃及时，在40年的旷野生活中，上帝赐给他们的神奇食物。

## 經文記載
嗎哪出現在聖經的出埃及記第16章、民數記第11章、古蘭經的第2章。
根据《出埃及记》第16章记载，吗哪出现於以色列人出埃及后第二个月的15日，當時摩西領以色列人到達以琳和西乃之間的汛的曠野沒有東西吃，於是以色列人向摩西抱怨快要餓死。耶和华於是應許摩西將要賜食物予以色列人。當天晚上，耶和華开始降吗哪给他们吃，从那一天开始，以色列民一连吃了40年，从不间断。吗哪夜间随着露水降在营中，是有如白霜的小圓物。形状彷佛芫荽子，又好像珍珠，是白色的。以色列人把吗哪收起来，或用磨推，或用臼捣，煮在锅中，又做成饼，滋味好像新油。通常會一連降六天，只是在安息日停降一日，让百姓遵守安息日，因此第六天所降的，會是雙倍分量。頭五天所降的，必須即日吃完，否則留到早上，便會生蟲變臭；第六天所降的，則可留至第二天也不變壞。直到约书亚带领百姓过了约但河，到达迦南地，并且吃了迦南地的出产之后，才停止降下。

## 現代觀點

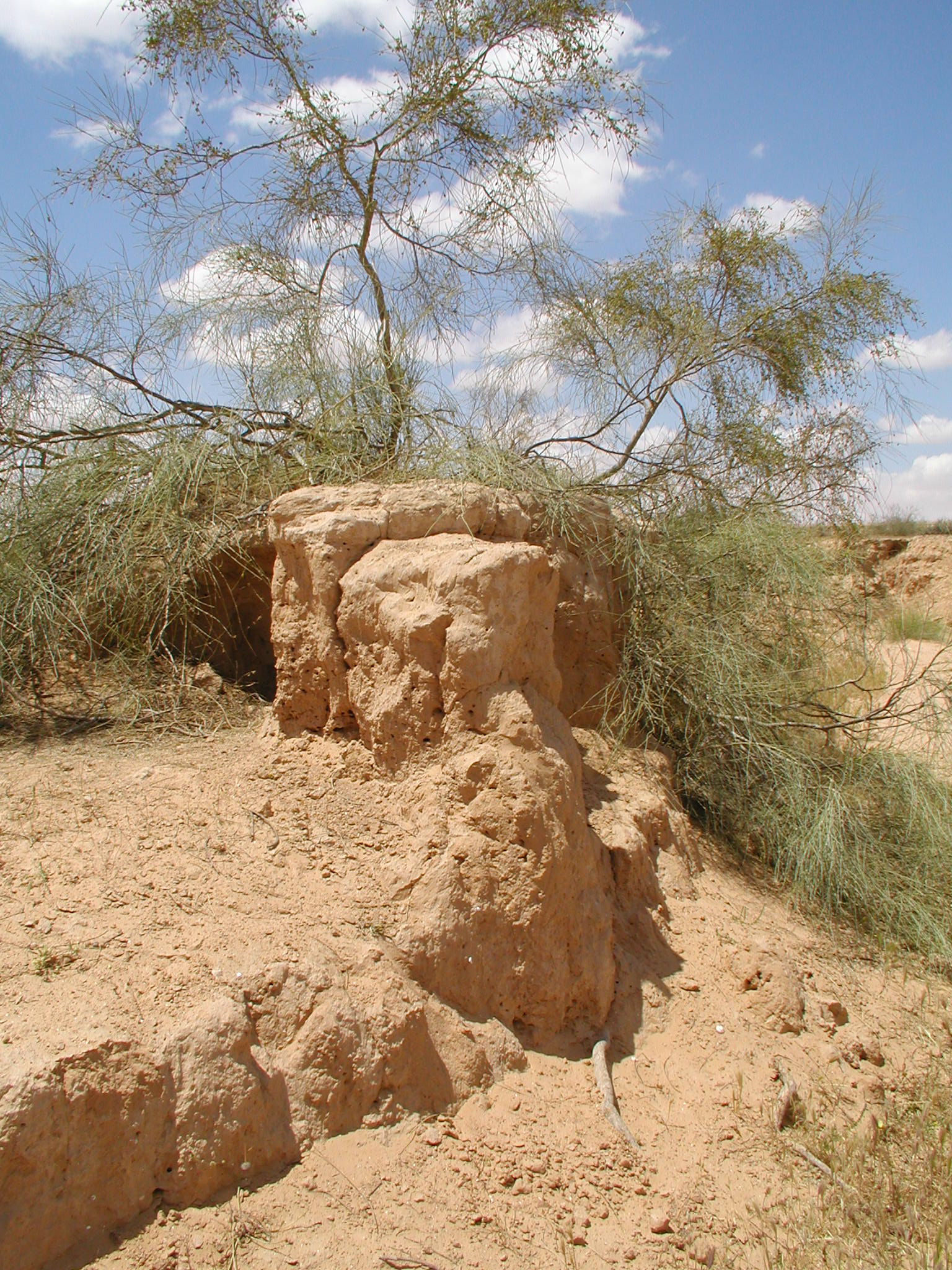
紅荊樹

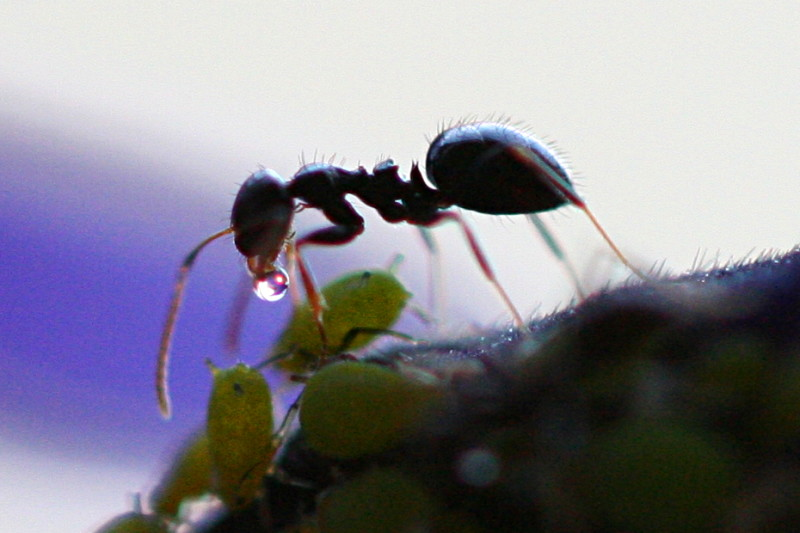
螞蟻取食蚜蟲的蜜露

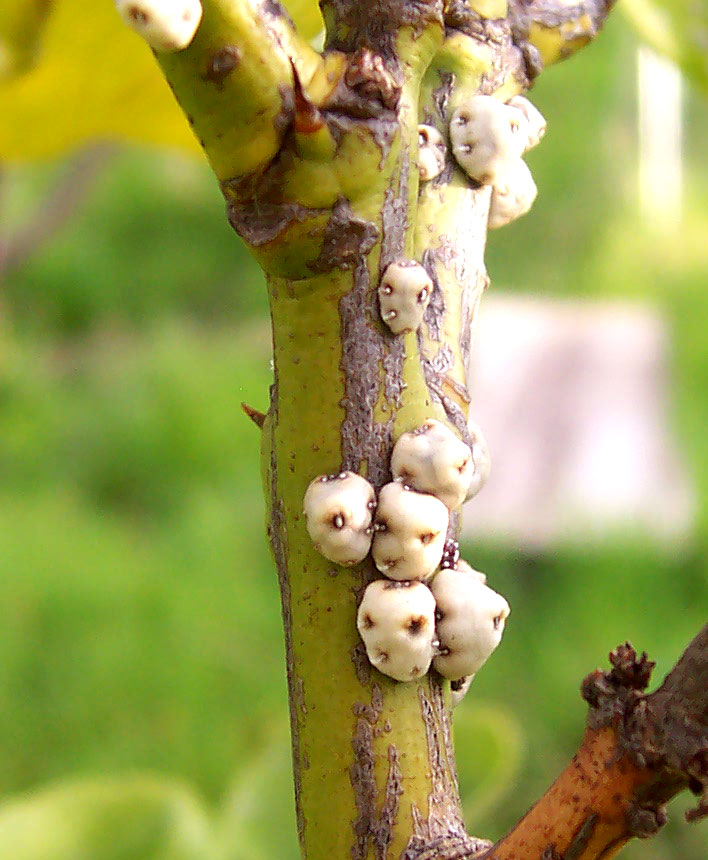
介殼蟲和分泌的蠟

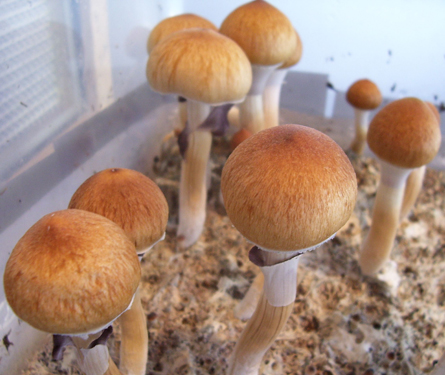
Psilocybe cubensis

嗎哪可能和埃及語mennu同源，意思是食物。20世紀初西奈半島的阿拉伯人會賣紅荊的樹脂，稱作man es-simma，意思是天上的嗎哪。紅荊在曾經廣泛分佈在西奈半島的南方，其樹脂狀如黃蠟，在陽光下會融化，味道香甜，類似經文的描述。不過此樹脂主要成份是糖，無法作為長期的糧食，也很難做成餅。
聖經說嗎哪的名稱來自「這是什麼」（man hu），這比較像是亞拉姆語而非希伯來語，而在亞拉姆語中，man hu的意思是「這是蚜蟲」。也就是說，嗎哪可能是蚜蟲或介殼蟲排出蜜露的結晶。在沙漠中因為乾燥，蜜露會快速蒸發乾燥，成為黏稠的固態，在西亞被視為一種美味的食物，也是良好的碳水化合物來源。其中，有一種專門吸食紅荊汁液的蚜蟲，其蜜露常被認為最有可能是嗎哪。另一個可能是來自土耳其櫟的蜜露，主要產於伊朗西部、伊拉克北部、以及土耳其東部。乾燥後變得堅硬，外觀像白色的石頭，可以磨碎後加入麵包裡。
有些昆蟲真菌學家指出嗎哪的特徵和古巴裸盖菇類似。這種菇時常長滿昆蟲，很快就會腐敗，生長初期小團的菌絲也和霜很像。古巴裸盖菇含有赛洛西宾，是一種有致幻效果的分子，可以造成精神昇華的感覺；研究顯示使用赛洛西宾後14個月，受試者仍認為有個人精神上的意義，另一個研究中有三分之一的受試者認為那是一生中最重要的精神體驗，三分之二認為是前五名。赛洛西宾的一個副作用是失去胃口。對比於其他宗教，梨俱吠陀中的蘇摩、阿茲特克文明的teonanácatl（墨西哥裸盖菇），北美原住民教會（Native American Church）的烏羽玉、以及南美原住民用的死藤水，嗎哪確實有可能是宗教致幻劑。
其他猜測有潔食的蝗蟲或多肉植物的汁液（如Alhagi屬的植物，有抑制食慾的效果）。

## 吗哪的属灵含义
吗哪，预表基督作神子民惟一，属天的食物。吗哪的特征包括：
- 细小的，指明基督是均匀，平衡的，并且成为微小，能让我们吃；
- 圆的，指明作我们食物的基督是永远，完全，完满的，没有不足或残缺；
- 白色的，表明基督清净又纯洁，没有任何搀杂；
- 如霜，表征基督作我们属天的食物，不仅使我们清凉复苏，也杀死我们里面消极的东西；
- 像芫荽子，指明基督满了生命，在我们里面长大并繁增；
- 坚实的（含示于百姓“或用磨碾，或用臼捣，在锅里煮”)，表征我们收取作吗哪的基督之后，必须在日常生活的环境中，“碾，捣并煮”他，将他预备来吃；
- 好像珍珠，指明基督的光亮透明；
- 滋味好像烤的油饼，表征基督的味道有圣灵的馨香；
- 滋味如同搀蜜的薄饼，表征基督甘甜的味道；
- 适于做成饼，指明基督像细致的饼，富有营养；[18]
- 每早晨降下，必须每早晨收取，这指明我们不能贮存基督的供应，经历基督作我们生命的供应，必须是每日的，每早晨的；[19]
- 百姓所贮存的吗哪生虫变臭，留在烈日下的吗哪则融化了。然而，第六天收取的吗哪和保存在金罐里的吗哪，既不变坏也不融化，这表明吗哪的收取，享受并保存，都是照着神的规则，不是照着人的规则，我们经历基督作我们生命的供应也是如此。[19]

## 外部連結
- Qoala.nl Startpagina: Qoala.nl
- Jewish Encyclopedia:（页面存档备份，存于） Manna
- The Manna（页面存档备份，存于） chabad.org
- Catholic Encyclopedia:（页面存档备份，存于） Manna
- 新舊約聖經恢復本（中文）